# 42nd Street (chanson)
Pour les articles homonymes, voir 42nd Street.
Clip vidéo
42nd Street (un extrait du film 42e Rue) sur TCM.com
42nd Street est une chanson composée par Harry Warren sur des paroles de Al Dubin pour le film musical américain 42e Rue (titre original : 42nd Street), sorti en 1933.
La chanson est utilisée pour la grande finale du film,,. Elle est interprétée par Ruby Keeler, Dick Powell et un ensemble.

## Palmarès
La chanson (dans la version originale du film 42e Rue sorti en 1933) fut classée 97e dans la liste des « 100 plus grandes chansons du cinéma américain » selon l'American Film Institute (AFI).

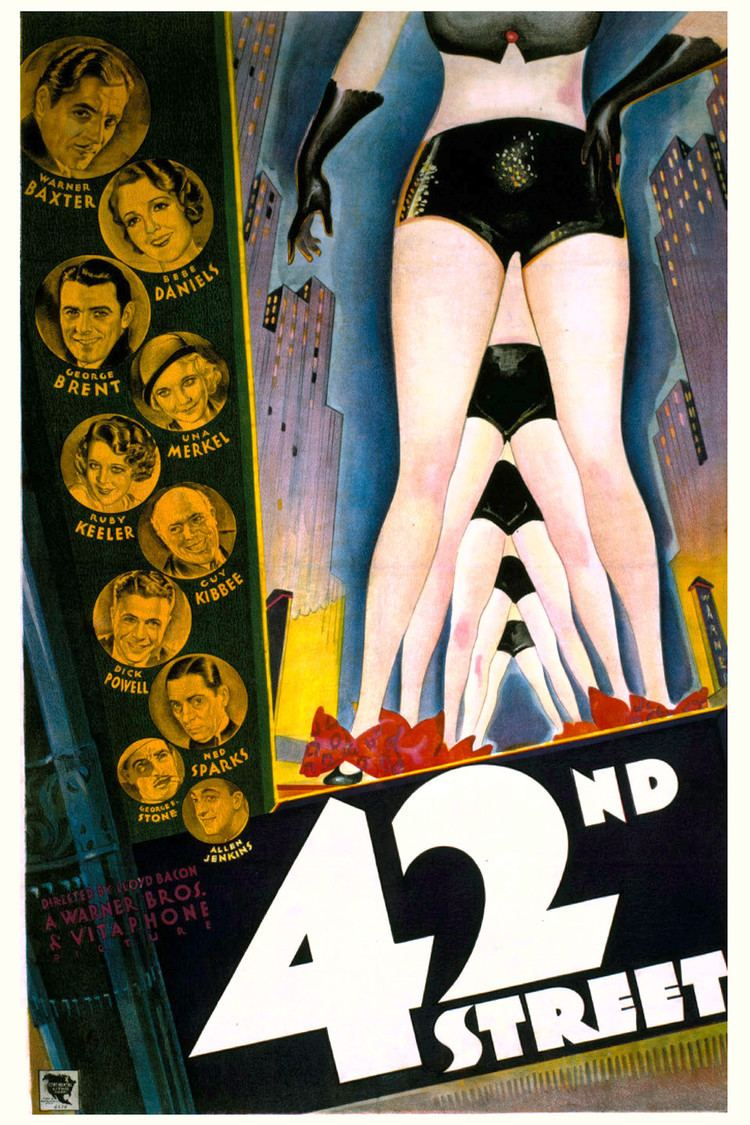
Affiche du film.